# Rigobert Gruber
Rigobert Gruber (født 14. maj 1961 i Worms, Vesttyskland) er en tysk tidligere fodboldspiller (forsvarer).
Gruber spillede på klubplan for henholdsvis Eintracht Frankfurt og Werder Bremen. Hos Frankfurt var han i 1980 med til at vinde UEFA Cuppen efter finalesejr over Borussia Mönchengladbach, mens det året efter blev til sejr i DFB-Pokalen, hvor holdet i finalen besejrede FC Kaiserslautern.
I perioden 1979-1982 spillede Gruber desuden ni kampe og scorede tre mål for det vesttyske U/21-landshold.
Gruber måtte indstille sin karriere allerede som 26-årig grundet en alvorlig knæskade.

## Titler
UEFA Cup
- 1980 med Eintracht Frankfurt

DFB-Pokal
- 1981 med Eintracht Frankfurt